# 帝景園
帝景園（英語：Dynasty Court，即：帝景大廈）是香港著名的豪華住宅屋苑，位於香港島中西區中半山舊山頂道17-23號， 鄰近太平山、中環與金鐘商業區。 由於屋苑景觀較開揚，能看到維多利亞港景色和太平山景色。於1991年竣工，發展商為新鴻基地產。

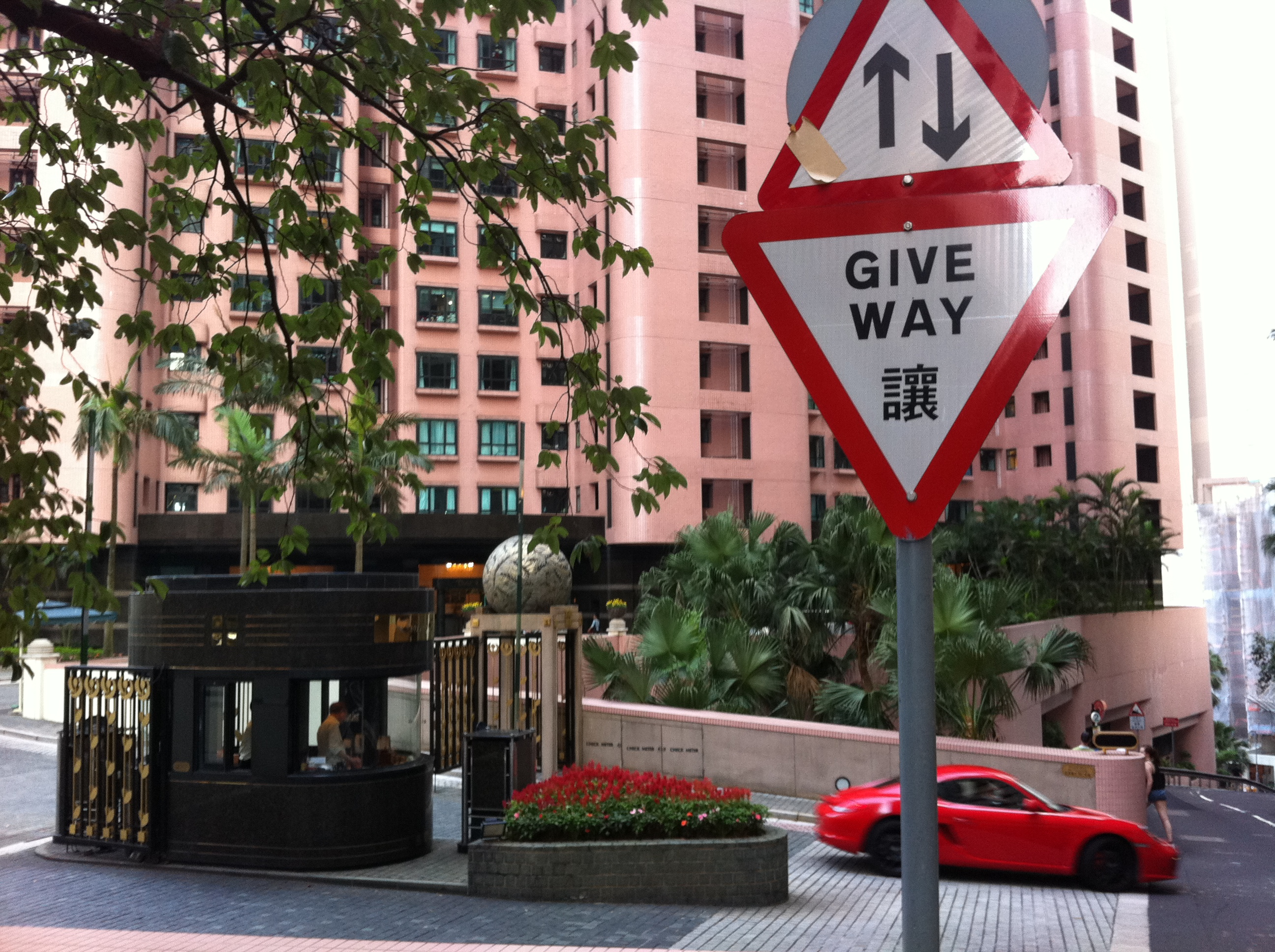
HK_Mid-Levels_Old_Peak_Road_Dynasty_Court_carpark_entrance_Oct-2012

## 屋苑設施
屋苑實用面積由1,513呎至5,549呎，提供408個單位，設有住客穿梭巴士往返中環天星碼頭、金鐘海富中心及灣仔六國中心。會所設有壁球室, 乒乓球室, 住客會所, 兒童遊樂室, 兒童遊樂場, 桌球室, 桑拿室, 高爾夫球練習場, 健康舞室, 商務中心, 游泳池, 網球場, 蒸汽浴室。